# Morti nel 450
| Questa pagina contiene informazioni ricavate automaticamente dalle voci biografiche con l'ausilio del template Bio e di un bot. L'aggiornamento è periodico e automatico e ricostruisce completamente la pagina. Se manca una persona in questa lista, sei pregato di non aggiungerla, ma accertati piuttosto che la sua voce biografica contenga il template Bio e che i dati anagrafici siano correttamente compilati. Se il template Bio manca, inseriscilo tu stesso o, in alternativa, metti l'avviso {{tmp\|Bio}} che ne segnala la mancanza. Se i dati riportati sono sbagliati, correggi direttamente la voce biografica; le modifiche saranno visibili in questa lista entro pochi giorni. Per chiarimenti vedi il progetto biografie. La lista contiene solo le 7 persone che sono citate nell'enciclopedia e per le quali è stato implementato correttamente il template Bio. Pagina aggiornata al 19 ott 2024. |

- 8 aprile - Amanzio di Como, vescovo e santo romano
- 28 luglio - Teodosio II, imperatore romano (n. 401)
- 6 ottobre - Renato di Sorrento, vescovo e santo italiano
- 27 novembre - Galla Placidia, imperatrice romana
- 2 dicembre - Pietro Crisologo, vescovo e santo romano
- Arsenio il Grande, abate e santo romano
- Giulia di Corsica, santa romana (n. 420)